# Stictoptera atriferoides
Stictoptera atriferoides är en fjärilsart som beskrevs av Embrik Strand 1917. Stictoptera atriferoides ingår i släktet Stictoptera och familjen nattflyn. Inga underarter finns listade i Catalogue of Life.